# Guy Bolton
Guy Bolton, nome completo Guy Reginald Bolton (Broxbourne, 23 novembre 1884 – Londra, 4 settembre 1979), è stato un librettista e scrittore inglese naturalizzato statunitense, uno dei nomi più noti della scena musicale di Broadway.

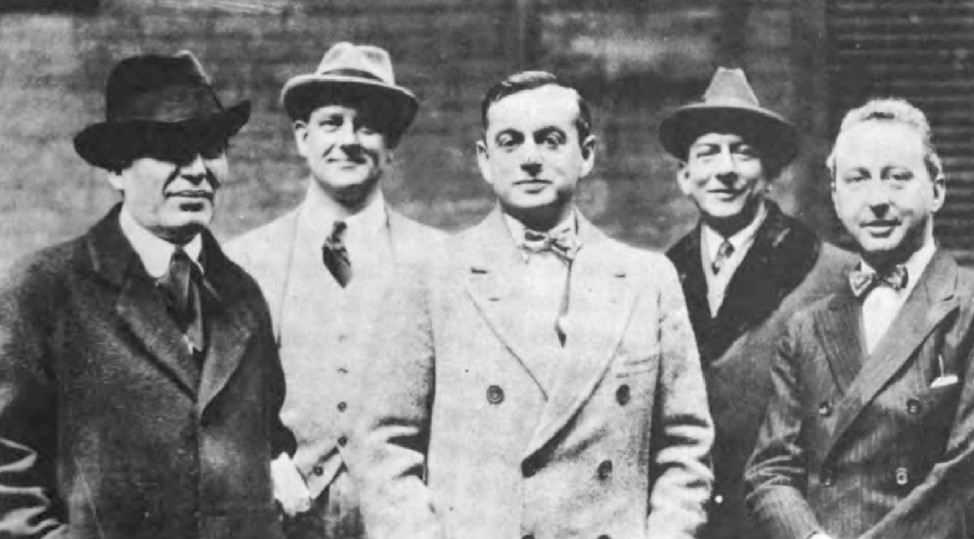
Morris Gest, P. G. Wodehouse, Guy Bolton, F. Ray Comstock e Jerome Kern (1917 circa)

Nato in Inghilterra, studiò in Francia e negli Stati Uniti. Lasciò l'architettura per dedicarsi al teatro e alla scrittura. Bolton preferì scrivere in collaborazione con altri; primi fra tutti, gli scrittori inglesi P. G. Wodehouse e Fred Thompson e lo scrittore americano George Middleton. Tra gli altri suoi collaboratori, in Inghilterra vanno ricordati George Grossmith Jr., Ian Hay e Weston e Lee; negli Stati Uniti, George e Ira Gershwin, Kalmar e Ruby e Oscar Hammerstein II.

## Filmografia
- Marriage, regia di James Kirkwood (1918)
- Cuor di vent'anni (Oh Boy!), regia di Albert Capellani (1919)
- Polly with a Past, regia di Leander De Cordova (1920)
- Oh, Lady, Lady, regia di Maurice Campbell (1920)
- The Cave Girl, regia di Joseph Franz (1921)
- Adam and Eva, regia di Robert G. Vignola - lavoro teatrale (1923)
- Secrets of the Night, regia di Herbert Blaché (1924)
- Sally, regia di Alfred E. Green (1925)

- Lady Be Good, regia di Richard Wallace (1928)
- Oh, Kay!, regia di Mervyn LeRoy (1928)
- The Five O'Clock Girl, regia di Robert Z. Leonard (1928)
- The Love Doctor, regia di Melville W. Brown (1929)
- Rio Rita, regia di Luther Reed (1929)
- Il principe consorte (The Love Parade), regia di Ernst Lubitsch (1929)
- Sally, regia di John Francis Dillon (1929)
- The Cuckoos, regia di Paul Sloane (1930)
- Fore - cortometraggio (1930)
- Top Speed, regia di Mervyn LeRoy (1930)
- The Lady Refuses, regia di George Archainbaud (1931)
- Transatlantico (Transatlantic), regia di William K. Howard (1931)
- Il passaporto giallo (The Yellow Ticket), regia di Raoul Walsh - dialoghi addizionali (1931)
- Ambassador Bill, regia di Sam Taylor (1931)
- La piccola emigrante (Delicious), regia di David Butler (1931)

- Ziegfeld Follies, regia di Vincente Minnelli, George Sidney e autori vari (1945)